# Titan Mare Explorer

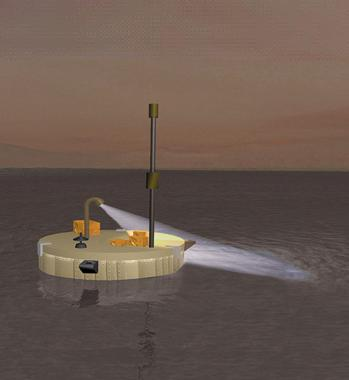
Titan Mare Explorer, künstlerische Darstellung

Titan Mare Explorer (TiME) war ein geplanter Lander, der den größten Saturnmond, Titan, erforschen sollte. Es sollte die erste Mission werden, die vor Ort einen außerirdischen See untersuchen soll. TiME wurde der NASA durch Proxemy Research als eine wegweisende Erkundungsmission, ursprünglich als Teil von NASAs Discovery & Scout Mission Capability Expansion (DSMCE) Konzept und als Studienprogramm, vorgeschlagen.
Die Mission war ein möglicher Vorschlag, der dem Discovery-Programm der NASA übergeben wurde. Am 20. August 2012 gab die Nasa bekannt, dem Marslander InSight den Vorzug vor TiME und einem dritten Konkurrenten, einer Kometensonde, zu geben.
Wäre für diese Mission entschieden worden, wäre das geplante Startfenster auf den Januar 2016 gefallen. Eine mögliche Alternative wäre, TiME so lange zu verzögern, bis es in die Flaggschiff-Mission TandEM (Titan and Enceladus Mission), die für die 2020er-Jahre geplant ist, eingebaut werden könnte.
TiME wäre eine low-cost, outer-planet Mission gewesen, die direkt die organischen Verbindungen auf Titan bestimmen sollte und die erste nautische Erforschung eines außerirdischen Meeres sowie, wenn möglich, seiner Küstenlinien hätte durchführen können.
Als Discoverymission hätte sich TiME zur erstmaligen Verwendung der neu entwickelten „Advanced Stirling Radioisotope Generators“ geeignet, die vor einer teuren zuerst bei einer preiswerten Mission getestet werden sollen.

## Landeziel

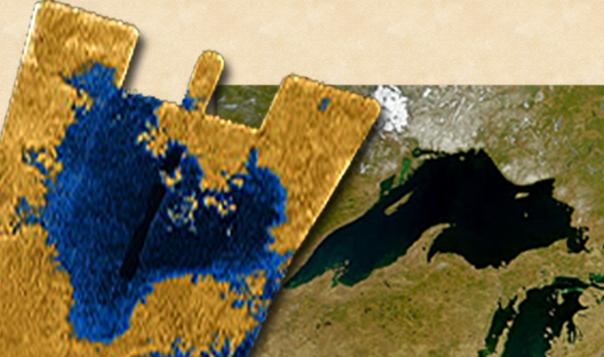
Vergleich der Größe des Ligeia Mare (links) zum Oberer See auf der Erde (rechts)

TiMEs Start sollte mithilfe einer Trägerrakete vom Typ Atlas 411 während eines Zeitfensters von 21 Tagen, beginnend mit dem 17. Januar 2015, erfolgen. Für die Mission wurde der See Ligeia Mare (78°N, 250°W) gewählt. Er ist mit einer Ausdehnung von 100.000 km² einer der größten Methanseen des Titan (von denen, die bis jetzt entdeckt wurden). Das Ersatzziel ist der Kraken Mare.

## Missionsziele
Der Titan Mare Explorer hätte einen einfachen Flug zu Titan ohne Untersuchungen aus dem Orbit bedeutet. Messungen und Datentransfer sollten erst nach dem „Splashdown“ (Landen des Raumschiffs durch Fallschirm auf der Seeoberfläche) der Sonde beginnen. Die Ziele der Mission waren:
1. Bestimmen der chemischen Zusammensetzung der Mare, um den Methanzyklus von Titan genauer nachvollziehen zu können. Das schließt die Suche nach den Anteilen der Bestandteile der Flüssigkeiten und dem Analysieren der Edelgase mit ein. Instrumente: Massenspektrometer (MS), Meteorology and Physical Properties Package (MP3).
2. Feststellen der Tiefe der Meere von Titan, um ihr Volumen und folglich ihre organische Beschaffenheit zu bestimmen. Instrument: Meteorology and Physical Properties Package (Sonar) (MP3).
3. Untersuchen von Titans flüssigkeitsbezogenen Prozessen durch charakteristische physikalische Eigenschaften seiner Mare und ihre Variation mit ihrer Tiefe unter der Oberfläche. Instrument: Meteorology and Physical Properties Package (MP3).
4. Feststellen, wie die lokale Meteorologie über den Seen mit dem globalen Zyklus des Methans in jahreszeitlichen und längeren Zeiträumen in Zusammenhang stehen. Instrument: Meteorology and Physical Properties Package (MP3).
5. Analysieren der Natur der Seeoberfläche, und wenn möglich, ihrer Küstenlinien, um physikalische Eigenschaften der Flüssigkeiten bestimmen und ein besseres Verständnis ihres Ursprungs, ihrer Entwicklung und der Methan/Ethan-Hydrologie unter der Oberfläche der Seen und Meere Titans erreichen zu können. Instrument: Descent and Surface Imagers (DI, SI).